# Alice Rachele Arlanch
Alice Rachele Arlanch, née le 20 octobre 1995 à Rovereto, est une personnalité italienne qui exerce la profession de mannequin. Elle a été élue Miss Trentin-Haut-Adige en 2017, puis Miss Italie 2017.

## Biographie
Originaire de la province de Trente (région du Trentin-Haut-Adige), elle naît en 1995 et vit avec ses parents, Irène et Silvano, et son frère André.
Diplômée du liceo classico, elle est étudiante à la Faculté de droit de l'université de Trente pour devenir avocate.
Elle est supportrice du Milan AC.
Le 9 septembre 2017, Alice Rachele Arlanch est élue 78e Miss Italie, devançant Laura Codén, 19 ans, originaire de Feltre (province de Belluno). Curieusement, elle a les mêmes prénoms que ses deux prédécesseurs : Alice, Miss Italie 2015 et Rachele, Miss Italie 2016. Elle est la deuxième Trentine à être élue Miss Italia, onze ans après Claudia Andreatti (it), en 2006.